# پیمان اکس - لاشاپل (۱۸۱۸)
در ۲۹ سپتامبر ۱۸۱۸ در شهر آخن یا اکس - لاشاپل در ناحیه وستفالیای آلمان، پروتکلی به امضا رسید که متممّی بر کنگره وین بود و به پیمان اکس - لاشاپل مشهور شد.

## پیش زمینه
پس از تسویه کامل غرامت جنگ‌های ناپلئونی در آوریل ۱۸۱۸، اعضای اتحاد مقدس که هرکدام تعدادی نیروی نظامی برای وثیقه پرداخت غرامت جنگی از سوی فرانسه در این کشور نگه داشته بودند، تصمیم گرفتند به حضور این نیروها در فرانسه خاتمه داده و آن‌ها را از فرانسه خارج کنند. این گنگره برای گرفتن تصمیم در این باره برگزار شد.

## اتحاد پنج‌جانبه
روسیه خواهان دعوت از تمام کشورهای اروپایی در این گردهمایی بود و بریتانیا معتقد بود که فقط حضور چهار کشور فاتح و فرانسه کافی است. در نهایت بریتانیا نظر خود را به کرسی نشاند. پس از تصویب خروج نیروهای خارجی از فرانسه، ریشیلیو نماینده این کشور پیشنهاد کرد که فرانسه وارد اتحاد چهارگانه شده این اتحاد به اتحاد پنج‌گانه تبدیل شود. در این مورد هم بین روسیه و بریتانیا اختلاف درگرفت.

### بستن پروتکل
مترنیخ راه حل میانی را پیدا کرده و پیشنهاد کرد که فرانسه به اتحاد بپیوندد؛ اما در صورت بروز خطر انقلاب در فرانسه همسایه‌ها در این کشور دخالت کرده و با استفاده از نیروهای نظامی خود آتش انقلاب را خاموش کننند و نظم را به طوری که منافعشان اقتضا می‌کند در فرانسه ایجاد کنند. مترنیخ اتحاد مقدس و اتحاد چهارجانبه را تلفیق کرد تا فرانسه جای خود را در کنسرت اروپا بازیابد.

## نتایج پیمان
کنوانسیون در ۹ اکتبر ۱۸۱۸ به امضای سران بریتانیا، روسیه، اتریش و پروس رسید و تخلیه خاک فرانسه حداکثر تا ۳۰ نوامبر ۱۸۱۸ رسمیت یافت.
تا پیش از این پیمان که متممی بر کنگره وین بود اصول و قواعد ناظر بر روابط بین‌الملل متکی بر عرف و سنت بود. در این پیمان اصول مزبور مدون گردید و جنبهٔ حقوقی به خود گرفت. از جمله آن که اقداماتی جهت یکنواخت کردن رتبه و مقام نمایندگان سیاسی به عمل آمد.
کنگره از حل اختلاف‌نظر میان روسیه و بریتانیا بازماند و موجب تقسیم اروپا به دو جناح مختلف پادشاهی‌های مطلقه (روسیه، پروس و اتریش) و دولت‌های آزادی‌خواهی (بریتانیا، فرانسه و اسپانیا) شد.